# Tillite

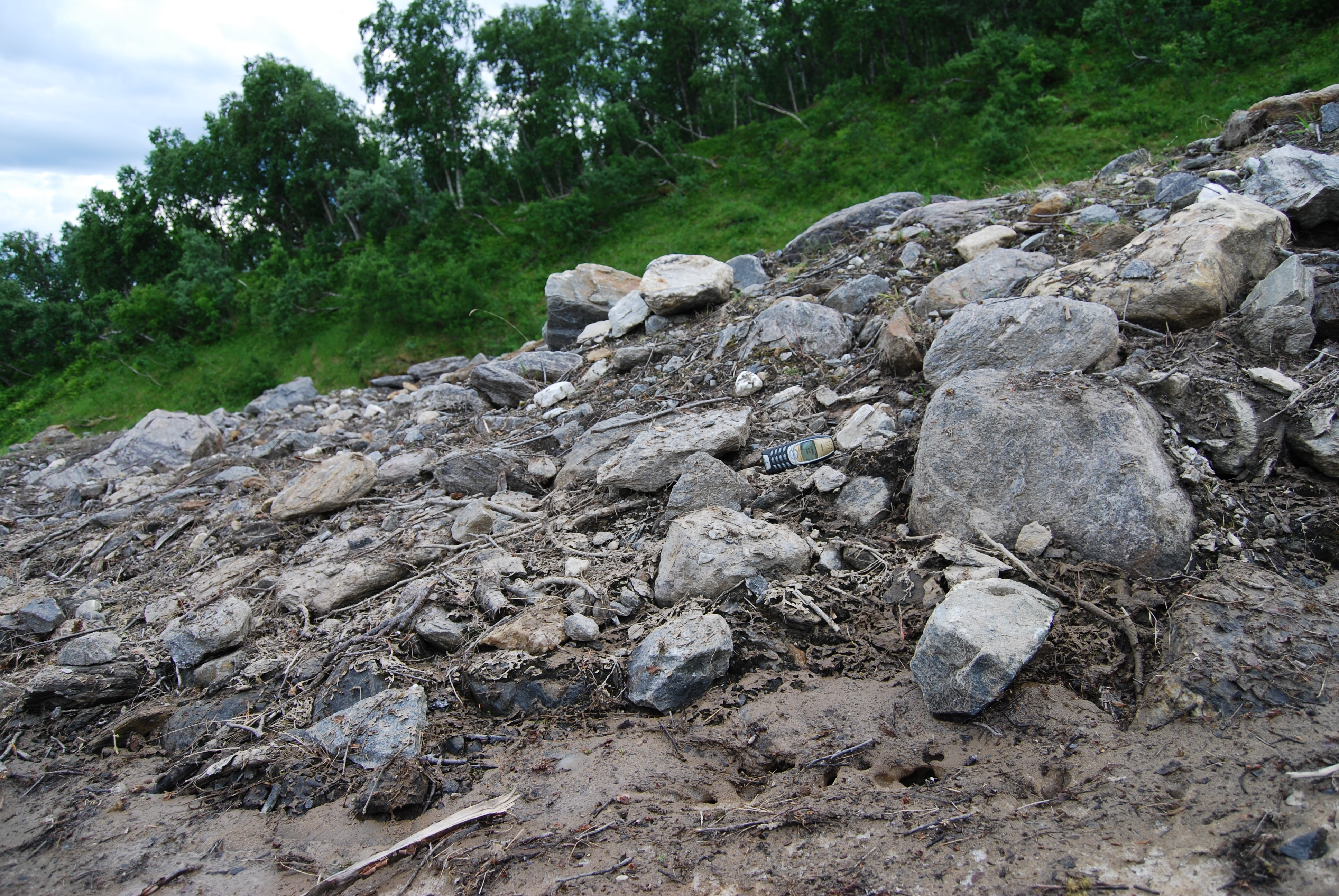
Till après une avalanche en Norvège

Une tillite, ou un till, est une roche sédimentaire formée par compaction d'un dépôt fluvio-glaciaire ancien (sédiments continentaux contenant des matériaux entraînés par des glaciers) ou d'un dépôt morainique c'est-à-dire l'accumulation de débris de roches qui sont entraînés puis abandonnés par les glaciers, comme les tillites du Karoo, en Afrique du Sud.  
Au Canada, on distingue généralement deux sortes de till, soit le till d'ablation (moraine de fonte, ou ablation till), qui correspond aux débris rocheux transportés dans et sur le glacier, et le till de fond (moraine de fond. ou lodgement till), qui correspond aux débris situés sous celui-ci.